# ヌラーミニス
ヌラーミニス（イタリア語: Villaspeciosa）は、イタリア共和国サルデーニャ州南サルデーニャ県にある、人口約2,500人の基礎自治体（コムーネ）。

## 地理

### 位置・広がり

#### 隣接コムーネ
隣接するコムーネは以下の通り。
- モナスティール
- サマッツァーイ
- セッラマンナ
- セッレンティ
- ウッサーナ
- ヴィッラソール